# Dorade (Schiff)
Die Dorade ist eine klassische Segelyacht aus Holz, entwickelt vom amerikanischen Yachtkonstrukteur Olin Stephens und 1930 gebaut.

## Siege
Die Dorade schrieb Yachtgeschichte und wurde zur Segellegende: sie hat den Ruf, alle wichtigen Regatten der Welt zu ihrer Zeit gewonnen zu haben.
- 1930 belegte Dorade den zweiten Platz in dem Bermuda Race.
- 1931 gewann sie als kleinstes teilnehmendes Schiff die Transatlantikregatta und im selben Jahr das Fastnet Race.
- 1932 gewann sie das Bermuda Race.
- 1933 gewann sie zum zweiten Mal das Fastnet Race.
- 1936 gewann sie die Transpacific Yacht Race.

## Dorade-Lüfter

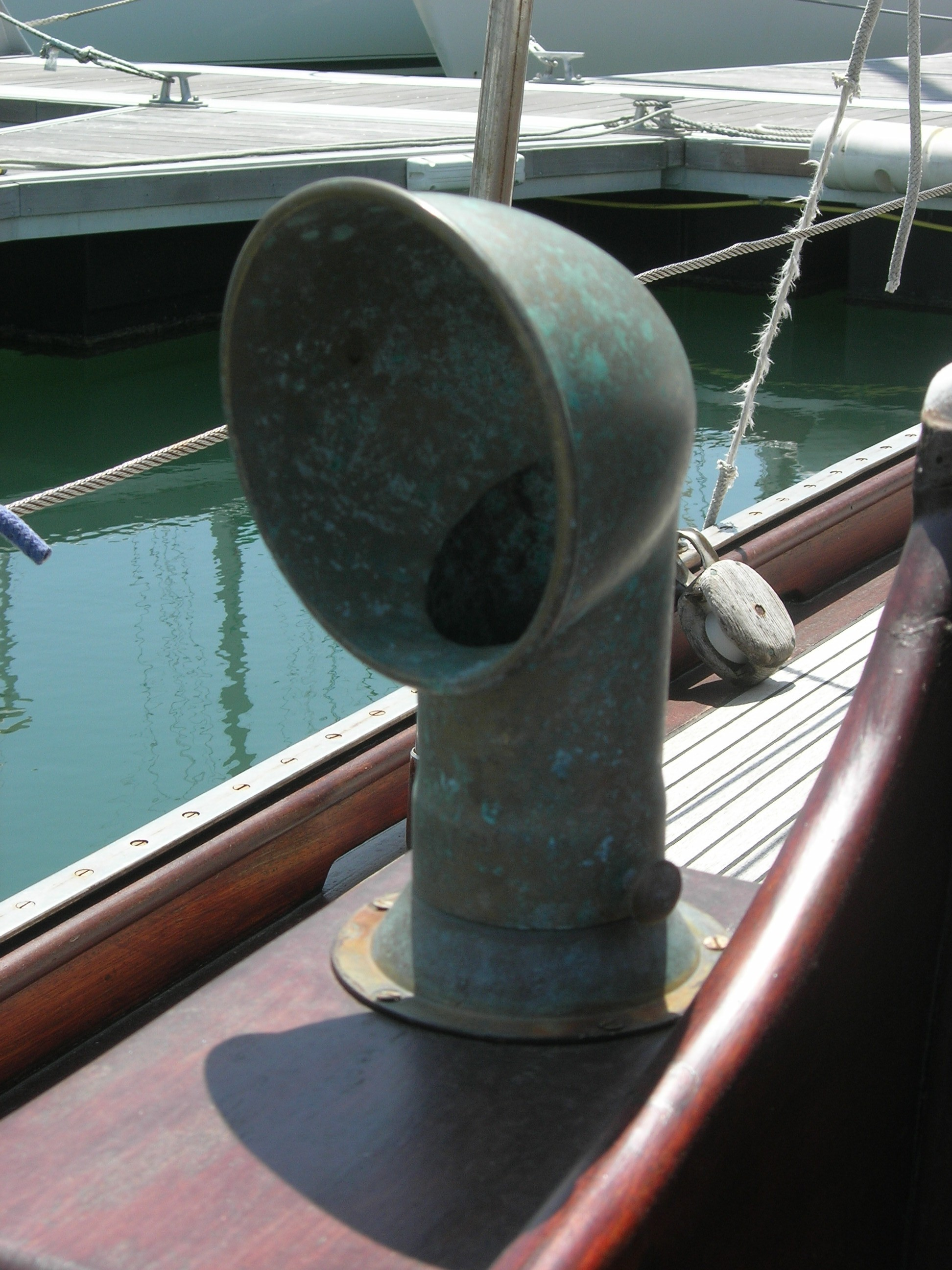
Dorade-Lüfter

Rod Stephens entwarf einen wasserabscheidenden Lüfter für Segelyachten, der auf der Dorade zum ersten Mal eingesetzt wurde. Der Lüfter ist heute unter dem Namen Dorade-Lüfter weltweit bekannt und gehört zu den Standardeinrichtungen auf Hochsee-Yachten.